# Arsuk
Arsuk – miejscowość na Grenlandii (terytorium autonomiczne Danii). Według danych szacunkowych ze stycznia 2012 roku liczy 128 mieszkańców. Jest położona w południowo-zachodniej części wyspy, w gminie Sermersooq. Nazwa miejscowości w języku grenlandzkim oznacza "umiłowane miejsce".

## Historia
Miejsce to mogło być po raz pierwszy zasiedlone ponad 4000 lat temu przez ludzi kultury Saqqaq przybywających z północy. Następnie pomiędzy X a XIV wiekiem osiedlili się tu wikingowie.
Odkrycie kriolitu w Ivittuut, w wewnętrznej części fiordu Arsuk doprowadziło w 1805 roku do formalnego założenia osady  (początkowo pod nazwą Putugoq). Drewniany kościół ewangelicki został zbudowany w 1830 roku.
Kopalnię zamknięto w 1963, lecz kriolit nadal był eksportowany do późnych lat 80..